# Parc des nécropoles de Populonia
Le parc des nécropoles de Populonia est constitué de plusieurs sites identifiés remontant à différentes périodes de la civilisation étrusque, situés dans le golfe de Baratti, dans la commune de  Piombino  (province de Livourne).
Les découvertes archéologiques sont conservées dans le musée de la Collection privée Gasparri, à Populonia Alta et au musée archéologique du territoire de Populonia de Piombino.

## Les zones des cimetières

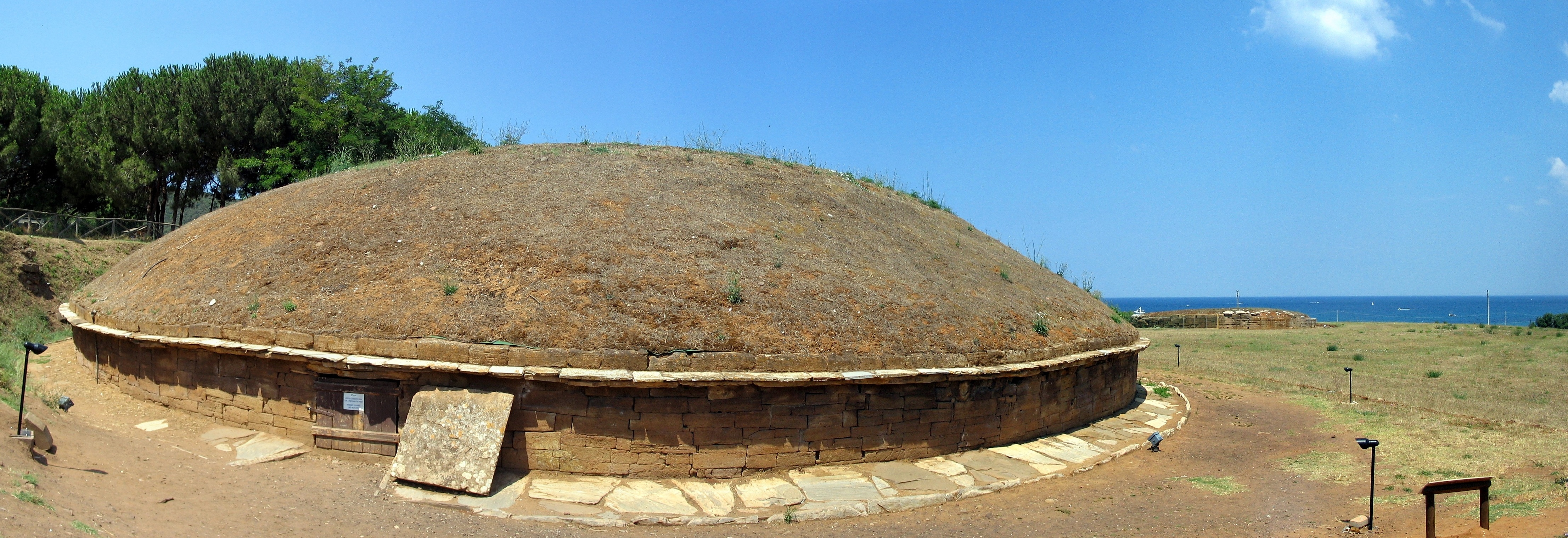
Un des tumulus.

Les zones des nécropoles visitables à l'intérieur du parc archéologique de Baratti et Populonia sont :
- la nécropole de San Cerbone  remontant essentiellement  aux périodes orientalisante (VIIe siècle av. J.-C.) et archaïque (VIe siècle av. J.-C.),
- La via delle cave comprenant entre autres, la nécropole delle Grotte, remontant à la période hellénistique (IVe – IIe siècle av. J.-C.),
- les sites désignés aujourd'hui comme  via del ferro, via del monastero et via della romanella,
- le site de l'acropole de Populonia comprenant les sanctuaires, la  via dell'acropoli, les logge, les terme, la strada lastricata e cisterne et les temples A, B et C, de la Populonia romaine.

## Les fouilles
Jusqu'au début du XXe siècle, les tombes de la nécropole orientalisante et archaïque étaient enfouies sous plusieurs mètres de scories de fer (7 par endroits), des détritus datant de l'époque étrusque et issus de la production métallurgique locale qui représentait l'importante activité de Populonia.
Mises à part quelques découvertes occasionnelles au cours du XIXe siècle, la première tombe a été mise au jour en 1897 par l'archéologue Isidoro Falchi.
La présence importante de scories encore riches en fer décida l'État italien à concéder l'excavation de la zone à des sociétés privées œuvrant pour l'industrie métallurgique. Cette activité menée de 1920 à 1959 finit par endommager les monuments et détruisit la stratigraphie archéologique représentée par les scories. À ces excès s'ajouta la déprédation et le pillage, œuvre des tombaroli.
Pendant la même période à partir de 1914, plusieurs fouilles régulières avaient été entreprises par des archéologues  comme Antonio Minto et A. De Agostino, et plus récemment dans les années 1970 par Marina Martelli et Antonella Romualdi.

## Nécropole de San Cerbone

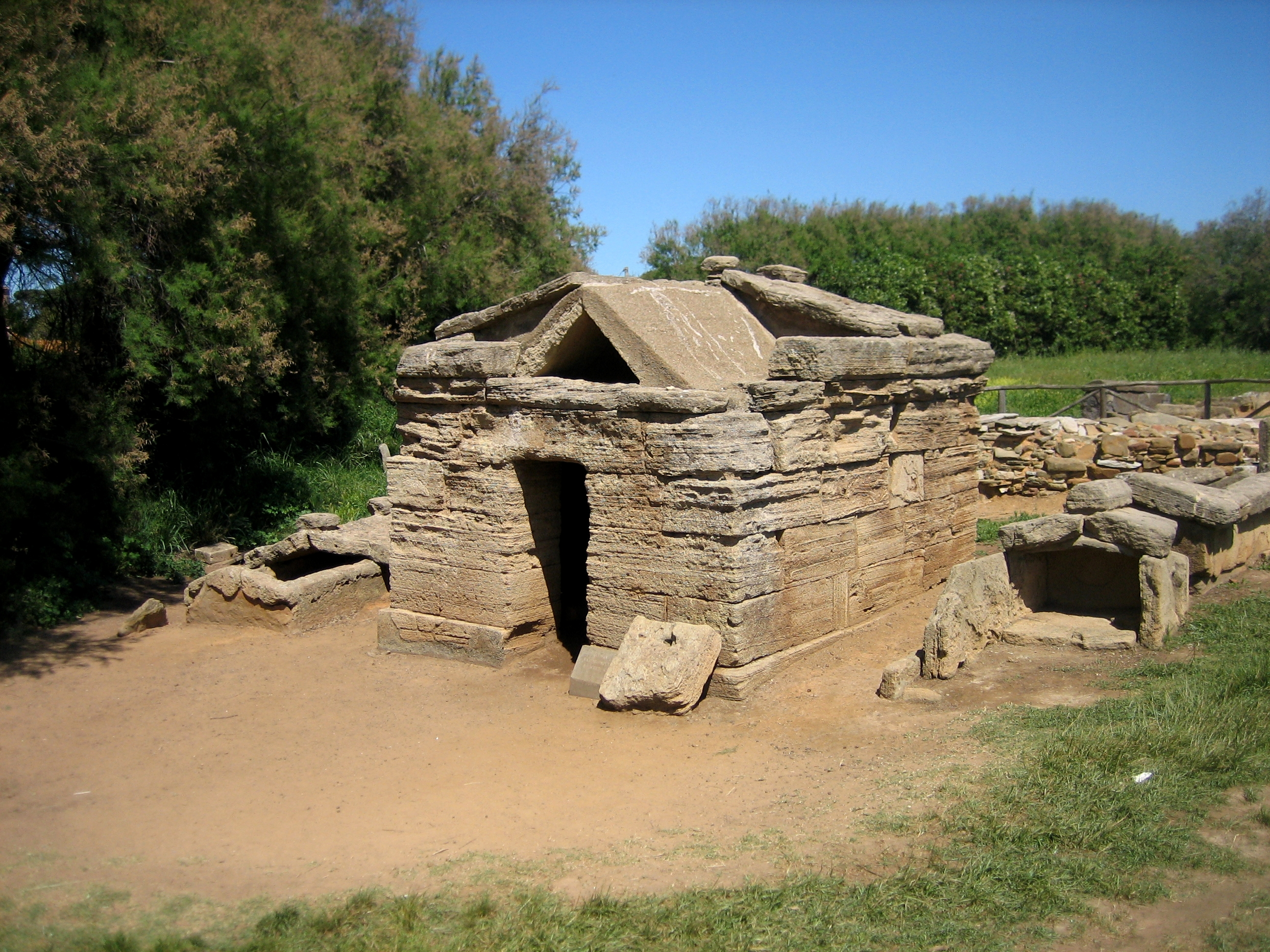
Tomba del bronzetto di offerente.

Ensemble découvert à partir de la fin du XIXe siècle, il s'y distingue les trois types de tombes courantes des Étrusques :
- Tombe a tumulus, remontant au VIIe siècle av. J.-C. Il s'agit de tombeaux familiaux ayant appartenu à des familles aristocratiques dominantes (« princes guerriers »). Ce sont des tombes monumentales. Certaines (comme celle dei carri ou celle dei letti funebri) sont très grandes et font plus de 20 m de diamètre. À Populonia on trouve plusieurs variantes des tombes à tumulus mais les plus communes sont celles dotées d'une embase (crepidine (it)) à tambour cylindrique, habituellement en pierre locale pietra panchina (it) (constituée de calcarénite locale), surmontée d'une grande gouttière (grundarium) en pierre alberese, un type de calcaire, toujours d'origine locale. À l'intérieur des tombes à tumulus de Populonia, dans la chambre funéraire centrale on trouve des plafonds à  coupole circulaire raccordée à la chambre rectangulaire.
- Tombe a edicola, remontant essentiellement au VIe siècle av. J.-C. Ces tombes ont été utilisées pendant une grande période. Elles ont la forme d'un petit temple et possédaient diverses statues décoratives. Ce type de tombe devait être utilisé par les membres d'une même famille liée à l'aristocratie. La plus conservée est la tomba del bronzetto di offerente qui se trouve dans la nécropole de San Cerbone, près de la plage actuelle.
- Tombe a cassone (caisson) ou a sarcofago (sarcophage). Ce sont des tombes individuelles dont l'utilisation a débuté à la fin du VIe siècle av. J.-C. Elles ressemblent à des sarcophages mais sans les habituelles décorations sophistiquées des Étrusques. Ces sarcophages étaient placés à l'intérieur d'autres structures. Chaque sarcophage représentait une tombe.

La plus grande partie de ceux-ci est à base de pietra panchina, tandis qu'un, en nenfro, serait d'importation.
- Tombes descriptives : Tomba dei Carri, Tomba delle Pissidi Cilindriche, Tomba delle Tazze Attiche, Tombe a tumulo, edicola e cassone, Tomba dei Colatoi, Tomba del Bronzetto di Offerente, Tomba dei Letti Funebri.

## Via delle Cave
- Tomba della Protome
- Cava piccola
- Necropole delle Grotte e Grande Cava
- Tombe dipinte
- Tombe limitrofe

La  via delle Cave fouillée dans les années récentes et encore en cours d'études comporte des tombes à chambre dites « à  hypogée ». Beaucoup d'entre elles ont été violées depuis l'Antiquité. Elles sont creusées dans le grès. D'autres sépultures plus petites sont a cassone (de type crémation ou inhumation). Certaines montrent encore des éléments décoratifs de fresques (onda marina des Tombe dipinte).
D'autres tombes plus simples a fosse, sont de simples fosses dans la terre contenant néanmoins des éléments de trousseaux intéressants. Celles-ci remontent toutes à l'époque hellénistique (IVe – IIe siècle av. J.-C.)

### Nécropoledelle Grotte

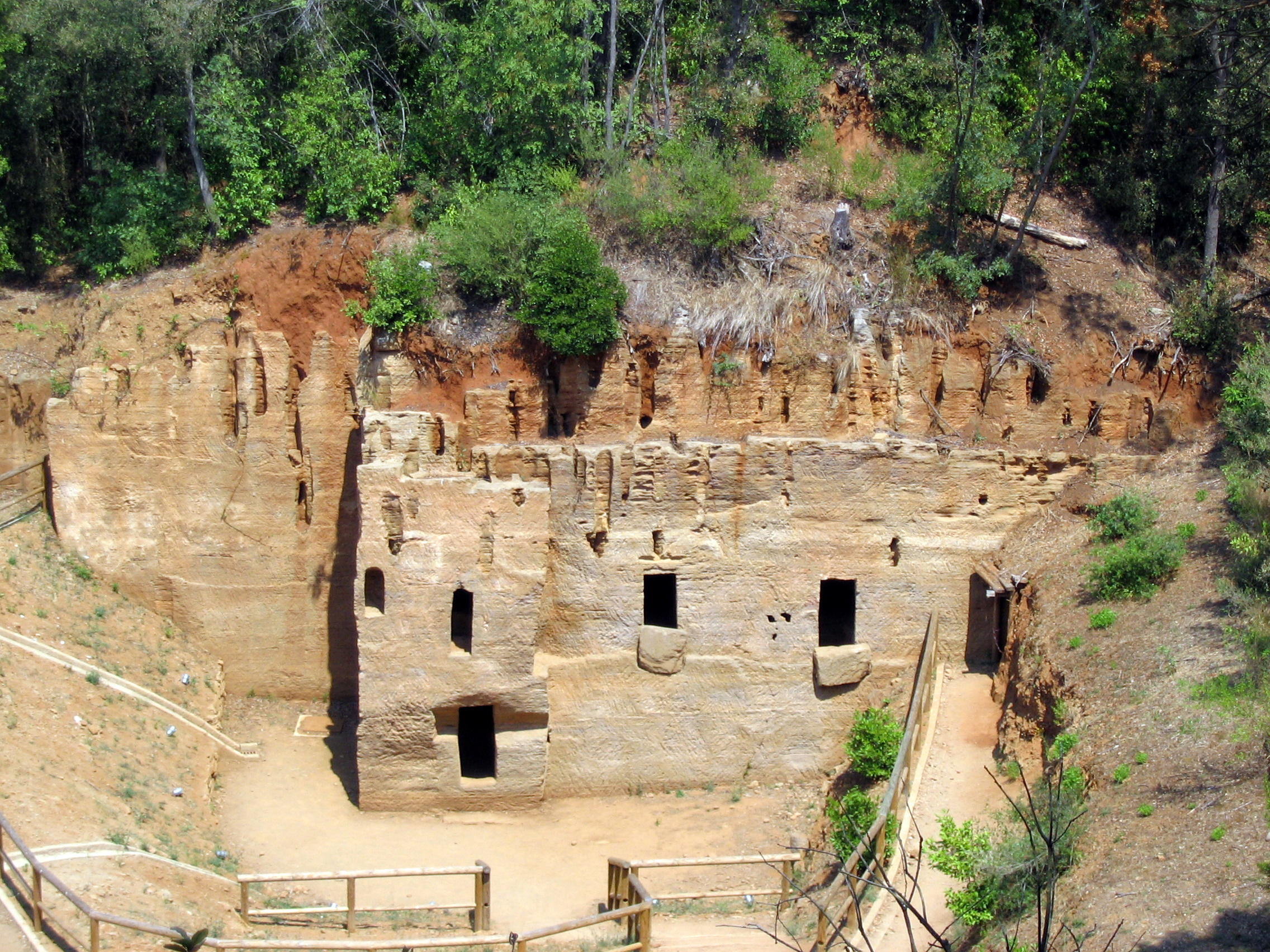
Nécropole delle Grotte.

Certaines tombes sont creusées dans les carrières mêmes de grès exploitées lors des périodes précédentes. Enfouie à l'origine (partie basse) elle restitue aujourd'hui l'entrée directe des tombes à hypogée restées inviolées.

## LaVia del Ferro
Un sentier entre la partie basse le long de la côte avec le laboratoire d'archéologie expérimentale permet la visite des vestiges (2) des quartiers industriels de la cité antique qui abritaient les édifices destinés au travail du fer (VIe et IIIe siècles av. J.-C.).
Il serpente entre diverses  tombes à tumulus :
- Tomba delle Perline d'Ambra
- Tomba dei Flabelli
- Tomba delle Oreficerie
- Tomba dell'Ayballos
- Tomba della Spirale d'oro
- Tomba dei Frammenti Italo-corinzi

## Sources
- (it) Cet article est partiellement ou en totalité issu de l’article de Wikipédia en italien intitulé « Necropoli di Populonia » (voir la liste des auteurs).
- Notice officielle du site